# Александров Іван (борець)
Іван Александров (нар. 8 вересня 1980, Бендери, МРСР, СРСР) — молдовський та ізраїльський борець греко-римського стилю, бронзовий призер чемпіонату Європи.

## Життєпис
Народився в Бендерах. Боротьбою почав займатися у 9 років. Перші тренери: В. Фокін та І. Геріс. У 1998 році представляв збірну Молдови на юніорському чемпіонаті світу, де посів лише 24 місце. У 1999 році переїхав до Ізраїлю і вже наступного року став чемпіоном світу серед юніорів.
Виступав за спортивний клуб «Хапоель» Реховот. Тренер — Аріель Цимкінд.

## Спортивні результати на міжнародних змаганнях

### Виступи на Чемпіонатах світу
| Змагання                        | Збірна  | Вагова категорія                 | Місце |
| ------------------------------- | ------- | -------------------------------- | ----- |
| Чемпіонат світу з боротьби 2001 | Ізраїль | греко-римська боротьба, до 58 кг | 11    |
| Чемпіонат світу з боротьби 2002 | Ізраїль | греко-римська боротьба, до 60 кг | 32    |
| Чемпіонат світу з боротьби 2005 | Ізраїль | греко-римська боротьба, до 60 кг | 32    |

### Виступи на Чемпіонатах Європи
| Змагання                         | Збірна  | Вагова категорія                 | Місце  |
| -------------------------------- | ------- | -------------------------------- | ------ |
| Чемпіонат Європи з боротьби 2001 | Ізраїль | греко-римська боротьба, до 58 кг | 21     |
| Чемпіонат Європи з боротьби 2002 | Ізраїль | греко-римська боротьба, до 60 кг | 21     |
| Чемпіонат Європи з боротьби 2004 | Ізраїль | греко-римська боротьба, до 60 кг | Бронза |
| Чемпіонат Європи з боротьби 2005 | Ізраїль | греко-римська боротьба, до 60 кг | 7      |

### Виступи на інших змаганнях
| Змагання                                                        | Збірна  | Вагова категорія                 | Місце |
| --------------------------------------------------------------- | ------- | -------------------------------- | ----- |
| Гран-прі Німеччини з боротьби 2002                              | Ізраїль | греко-римська боротьба, до 60 кг | 9     |
| Олімпійський кваліфікаційний турнір з боротьби 2004 (Новий Сад) | Ізраїль | греко-римська боротьба, до 60 кг | 7     |

### Виступи на змаганнях молодших вікових груп
| Змагання                                       | Збірна  | Вагова категорія                 | Місце  |
| ---------------------------------------------- | ------- | -------------------------------- | ------ |
| Чемпіонат світу з боротьби серед юніорів 1998  | Молдова | греко-римська боротьба, до 56 кг | 24     |
| Чемпіонат Європи з боротьби серед юніорів 1999 | Ізраїль | греко-римська боротьба, до 58 кг | 19     |
| Чемпіонат світу з боротьби серед юніорів 1999  | Ізраїль | греко-римська боротьба, до 58 кг | 15     |
| Чемпіонат Європи з боротьби серед юніорів 2000 | Ізраїль | греко-римська боротьба, до 58 кг | 4      |
| Чемпіонат світу з боротьби серед юніорів 2000  | Ізраїль | греко-римська боротьба, до 58 кг | Золото |